# 日田都市圏
日田都市圏（ひたとしけん）は、大分県日田市を中心とする大分県西部から福岡県朝倉地区まで広がる小都市圏（雇用圏）である。国から指定を受けているような都市圏ではない。
歴史的関わりはないが、経済圏、通勤圏としては結び強い。しかし近年は久留米都市圏や中津都市圏へ引き寄せられがちであり、年々、規模は縮小している。

## 都市一覧
- 大分県
  - 日田市
  - 玖珠町
  - 中津市（旧山国町）

- 福岡県
  - うきは市
  - 朝倉市
  - 久留米市（旧田主丸町）
  - 東峰村
  - 添田町

人口は約10～15万人ほどとされる。

## 合併
- 2005年2月5日 - 三井郡北野町、三潴郡城島町・三潴町とともに久留米市へ編入される。
- 2005年（平成17年）3月1日 - 山国町が中津市に編入される。
- 2005年3月20日 - 浮羽町、吉井町が合併し市制施行。うきは市が発足。
- 2005年（平成17年）3月22日 -日田市へ 日田郡前津江村、中津江村、上津江村、大山町、天瀬町を編入。
- 2005年3月28日 - 小石原村と宝珠山村の対等合併により新村制を施行し、東峰村が発足。
- 2006年3月20日：【新設合併】甘木市・朝倉町・杷木町 → 朝倉市